# AIM-68 Big Q
L'AIM-68 Big Q fu un progetto segreto, che non superò lo stadio di prototipo, condotto a partire dal 1963 dall'United States Air Force relativo alla costruzione di un missile aria-aria dotato di testata nucleare.

## Storia
Nel 1963 i progettisti dell'USAF iniziarono a lavorare, presso la Kirtland Air Force Base, ad un progetto segreto relativo ad un missile aria-aria dotato di testata nucleare in sostituzione del precedente AIR-2 Genie. Il nome Big Q deriva dal fatto che inizialmente venne assegnato al missile l'appellativo di Quetzalcoatl (un dio azteco), ma siccome questo era difficilmente pronunciabile dal personale, questo lo sostituì appunto con "Big Q".

I primi test del ZAIM-68A (il nome affibbiato al missile non ancora allo stadio di prototipo) iniziarono nel 1965 con buoni risultati che condussero all'ordine, a carico della National Tapered Wing Engineering Company e commissionato lo stesso anno, di venti strutture esterne. che avrebbero dovuto costituire il punto di partenza per la successiva e completa costruzione del prototipo vero e proprio.

Si fissarono voli di prova con l'F-111B nel marzo 1996 che non avvennero a causa dell'insorgere di vari problemi tecnici che portarono alla cancellazione totale del progetto cinque mesi dopo. La guerra del Vietnam aveva spostato le priorità dell'USAF in altri campi, inoltre lo sviluppo del missile stava diventando troppo costoso. Si procedette solo ad un potenziamento del motore nel Genie, senza che dunque lo ZAIM-68A avesse compiuto voli di prova.

## Caratteristiche tecniche
I piani dei tecnici USAF prevedevano l'installazione di un motore a razzo sviluppato da quello dell'AGM-12 Bullpup, di un sistema di guida che sfruttava un radar semi-attivo e un sensore ad infrarossi (derivato da quello dell'AIR-2 Genie), una testata nucleare da 0,5 Kt, di alette canard per il controllo e di una spoletta di prossimità.

Rispetto al predecessore AIR-2 Genie il Big Q vantava velocità, autonomia e peso maggiori, oltre ad un nuovo scopo, e cioè l'attacco di un singolo bombardiere anziché di una formazione come dimostra la testata con una relativa piccola capacità di creare danni (nel Genie la potenza era di 1,5 Kt). che permetteva anche all'aereo lanciatore di subire meno le conseguenze dell'eventuale esplosione.